# Théâtre du Vieux-Colombier
Il Théâtre du Vieux-Colombier è un teatro di Parigi che prende il nome dalla via dove è situato, al civico 21 di rue du Vieux-Colombier nel VI arrondissement della città. È raggiungibile dalla linea 4 della Metropolitana di Parigi, fermata Saint-Sulpice. Si trova sulla cosiddetta rive gauche della capitale francese.
Il teatro venne fondato dal regista teatrale Jacques Copeau nel 1913 all'interno della preesistente sala teatrale dell'Athénée-Saint-Germain, e la ristrutturazione dello spazio scenico venne affidato all'architetto e designer Francis Jourdain, mentre l'emblema del teatro, raffigurante due colombe, era di ispirazione da una pavimentazione fiorentina della chiesa di San Miniato, suggerito a Copeau da Mme Van Rysselberghe.
Il teatro si configurò, su volere del fondatore, come punto di rottura dalla recitazione coeva, pregna di simbolismo, alla ricerca di un classicismo moderno che rappresentasse la semplificazione delle arti, scevra dal manierismo o dall'eccessiva astrazione.
Al giorno d'oggi, è una delle tre sale utilizzate dalla Comédie-Française per i propri spettacoli.